# K2-18
K2-18 is een ster in het sterrenbeeld Leeuw met een afstand van 124,3 lichtjaar. De schijnbare helderheid van de ster is 13,5 en de spectraalklasse is M2,5V (een rode dwerg).
In 2015 werd door het Kepler Space Observatory een exoplaneet bij K2-18 ontdekt die zich in de bewoonbare zone van de ster bevindt: K2-18b, een superaarde of sub-Neptunus (omlooptijd 33 dagen).  In de atmosfeer van K2-18b werden verschillende gassen gedetecteerd: waterdamp (2019), koolstofdioxide en methaan (2023) en dimethylsulfide (2025) maar geen ammoniak, wat zou wijzen op een 'Hycean planeet'
(hydrogen en ocean), een planeet met een oceaan bestaande uit water met een atmosfeer van waterstof. Echter anderen twijfelen aan deze detecties.
In 2017 werd een tweede planeet ontdekt: K2-18c (omlooptijd 9 dagen).